# Сан Бенедето (Падова)
Сан Бенедето је насеље у Италији у округу Падова, региону Венето.
Према процени из 2011. у насељу је живело 58 становника. Насеље се налази на надморској висини од 15 м.